# Robert Holme
Robert Muir Holme, teilweise auch Bob Holme (* 6. Juni 1969 in Denver) ist ein ehemaliger US-amerikanischer Skispringer.

## Werdegang
Holme gab sein internationales Debüt im Rahmen des Skisprung-Weltcups am 9. Dezember 1989 in Lake Placid. Dabei verpasste er aber einen Erfolg deutlich. Auch im folgenden Jahr gelang ihm kein Punktegewinn auf gleicher Schanze. Bei den Olympischen Winterspielen 1992 in Albertville gehörte er zum US-Team und startete bei allen drei Wettbewerben. Im Einzelspringen auf der Normalschanze belegte er Rang 51, bevor er von der Großschanze gemeinsam mit seinem Landsmann Bryan Sanders auf dem 36. Platz landete. Im Teamspringen erreichte er gemeinsam mit Sanders sowie Jim Holland und Ted Langlois den zwölften Platz. Bereits vor den Spielen startete er mangels Weltcup-Erfolgs bereits im Rahmen des neugeschaffenen Skisprung-Continental-Cups und erreichte in seiner ersten Saison mit 11 Punkten Rang 59 der Gesamtwertung. Auch in der folgenden Saison 1992/93 gelang ihm in dieser Serie nicht der Durchbruch.
Ein Jahr später trat er bei den Nordischen Skiweltmeisterschaften 1993 im schwedischen Falun an und erreichte die Plätze 51 und 32. In der Saison 1993/94 startete Holme erneut im Continental Cup und gewann dabei insgesamt 119 Punkte, die ihm am Ende Rang 60 der Gesamtwertung einbrachten.
Sein letztes internationales Turnier bestritt er mit dem Start bei den Olympischen Winterspielen 1994 in Lillehammer. Auch hier gelangen dem mittlerweile 24-Jährigen keine überragenden Ergebnisse. So landete er von der Normalschanze auf Platz 35 und von der Großschanze abgeschlagen auf Rang 50.
Nach seiner aktiven Karriere ließ sich Holme in Winter Park nieder, wo er Cheftrainer der lokalen Snowboard-Mannschaft wurde.

## Erfolge

### Continental-Cup-Platzierungen
| Saison  | Platz | Punkte |
| ------- | ----- | ------ |
| 1991/92 | 59.   | 011    |
| 1992/93 | 88.   | 002    |
| 1993/94 | 60.   | 119    |